# Postulaty mechaniki kwantowej
Postulaty mechaniki kwantowej – podstawowe założenia mechaniki kwantowej, na podstawie których została opracowana cała teoria fizyczna i sformułowane ogólne prawa. Jako że mechaniki kwantowej, tak samo, jak i innych teorii fizycznych, nie można wyprowadzić ani udowodnić, jej sformułowanie matematyczne oparte jest na szeregu założeń, zwyczajowo nazywanych postulatami. Ostatecznie o ich poprawności świadczy jedynie zgodność z doświadczeniem.

## I postulat
Stan układu kwantowomechanicznego jest opisany dzięki funkcji falowej {\displaystyle \psi (q_{1},q_{2},...,q_{f},\ t).} Jest to funkcja stanu zależna od współrzędnych uogólnionych i czasu, o f stopniach swobody.
Sama funkcja falowa nie ma sensu fizycznego. Sens fizyczny ma kwadrat modułu funkcji falowej pomnożony przez element objętości, który określa prawdopodobieństwo, że w chwili {\displaystyle t} wartości współrzędnych są w przedziałach {\displaystyle q_{1}} do {\displaystyle q_{1}+dq_{1},...q_{f}} do {\displaystyle q_{f}+dq_{f}{:}}
{\displaystyle |\psi (q_{1},q_{2},...q_{f},t)|^{2}d\tau =\rho (q_{1},q_{2},...q_{f},t)d\tau ,}
gdzie element objętości odnosi się do przestrzeni f-wymiarowej. Ponieważ całkowite prawdopodobieństwo musi być równe jedności, funkcję falową wygodnie jest znormalizować jako:
{\displaystyle \int |\psi (q_{1},q_{2},...q_{f},t)|^{2}d\tau =1.}
Zatem jeżeli ρdτ określa prawdopodobieństwo, to ρ określa gęstość prawdopodobieństwa. Możliwość normalizacji funkcji falowej wynika z faktu, że jeśli {\displaystyle \psi } jest rozwiązaniem równania falowego, to jest również nim {\displaystyle A\psi } (gdzie {\displaystyle A} to stała).

## II postulat
Drugi postulat mówi o tym, że każdej zmiennej dynamicznej {\displaystyle A} przyporządkowuje się pewien operator {\displaystyle {\hat {\alpha }}.} Należy się do tego posłużyć pewnymi regułami:
- jeżeli zmienną jest współrzędna {\displaystyle q} lub czas {\displaystyle t,} to odpowiadającym operatorem jest ta sama zmienna {\displaystyle {\hat {q}}} lub {\displaystyle {\hat {t}},}
- jeżeli zmienną jest pęd, to jego operatorem jest:

{\displaystyle {\hat {p}}_{i}={\frac {\hbar }{i}}{\frac {\partial }{\partial q_{i}}},}
- jeżeli zmienną jest inna wielkość niż wyżej wymienione, to operator należy wyrazić poprzez jedną z powyższych zmiennych, zastępując je odpowiednimi operatorami, np.: składowa z momentu pędu: {\displaystyle {\hat {M}}_{z}={\frac {\hbar }{i}}\left(x{\frac {\partial }{\partial y}}-y{\frac {\partial }{\partial x}}\right).}

Drugi postulat wprowadza również pojęcie komutatora, np.
{\displaystyle {\hat {p}}_{i}{\hat {q}}_{i}-{\hat {q}}_{i}{\hat {p}}_{i}\equiv [{\hat {p}}_{i}{\hat {q}}_{i}]}
oraz hamiltonianu, czyli operatora energii całkowitej:
{\displaystyle {\hat {H}}={\hat {T}}+{\hat {V}},}
gdzie {\displaystyle {\hat {T}}} i {\displaystyle {\hat {V}}} to operatory energii kinetycznej i potencjalnej.

## III postulat
Trzeci postulat wprowadza podstawowe równanie mechaniki kwantowej – równanie Schrödingera zawierające czas:
{\displaystyle -{\frac {\hbar }{i}}{\frac {\partial }{\partial t}}\psi ={\hat {H}}\psi .}
Jeśli znany jest operator Hamiltona, to można wyznaczyć funkcję falową {\displaystyle \psi (q_{1},q_{2},...,q_{f},\ t).}

## IV postulat
Jeśli {\displaystyle \psi } oznacza funkcję własną, a {\displaystyle a_{n}} wartość własną operatora {\displaystyle \alpha ,} to:
{\displaystyle {\hat {\alpha }}\psi _{n}=a_{n}\psi _{n}.}
Takie twierdzenie ma kilka konsekwencji:
- Ponieważ pomiar zmiennych dynamicznych musi być liczbą rzeczywistą, to ich operatory muszą być hermitowskie.
- Jeśli operatory {\displaystyle {\hat {\alpha }}} i {\displaystyle {\hat {\beta }}} ze sobą komutują, to mają wspólną funkcję własną, natomiast jeśli są nieprzemienne, mają różne funkcje własne.
- Wynikiem pomiaru energii może być tylko wartość własna operatora Hamiltona:

{\displaystyle {\hat {H}}\psi (q_{1},q_{2},...q_{f})=E\psi (q_{1},q_{2},...q_{f}).}
Powyższe równanie to równanie Schrödingera niezawierające czasu.

## V postulat
Piąty postulat wprowadza wielkość zwaną wartością średnią, opisywaną wzorem (dla funkcji znormalizowanej):
{\displaystyle {\overline {a}}=\int \psi ^{*}{\hat {\alpha }}\psi d\tau ,}
gdzie * oznacza sprzężenie zespolone.
W przypadku funkcji nieunormowanej:
{\displaystyle {\overline {a}}={\frac {\int \psi ^{*}{\hat {\alpha }}\psi d\tau }{\int \psi ^{*}\psi d\tau }}.}